# Meurtres à Porquerolles
Pour plus de détails, voir Fiche technique et Distribution.
Meurtres à Porquerolles est un téléfilm français de la collection Meurtres à..., écrit par Pierre Lacan et Anne-Charlotte Kassab et réalisé par Delphine Lemoine.
Ce téléfilm a été diffusé pour la première fois en Suisse le 29 avril 2022 sur RTS Un, en Belgique le 20 mars 2022 sur La Une et en France le 7 mai 2022 sur France 3.
Un hors-série de la collection Meurtres à... se déroulait déjà en partie à Porquerolles : Le Sang des Îles d'Or. Il n'y a pas de lien entre les deux.

## Synopsis
Une artiste peintre, Elisabeth Carlson est retrouvée sans vie sur la plage de l'Alycastre. Arnaud Taillard, substitut du procureur, et Charlie Landowski, commandante de police, mènent l'enquête.

## Fiche technique[1]
- Réalisation : Delphine Lemoine
- Scénario et dialogue : Pierre Lacan, Anne-Charlotte Kassab
- Sociétés de production : 24 Mai Production, Delante Films et Be-Films
- Producteurs : Lola Gans, Honorine Sutter, et Béatrice Hervoche

- Directrice de production : Erika Wicke de Haeck
- Premier assistant réalisatrice : Emmanuel Rondeau du Noyer
- Deuxième assistant réalisatrice : Benoît Cazé
- Troisième assistante réalisatrice : Manon Guillermou
- Casting : Sophie Blanchouin
- Assistante Casting : Caroline Wormser
- Photographie : Bruno Privat
- Chef opérateur son : Yvan Dacquay
- Musique : Alexandre Lessertisseur
- Chef décorateur : Philippe Barthelémy
- Montage : Linda Bechat-Naud
- Pays d'origine :  France
- Langue originale : français
- Genre : policier
- Durée : 88 minutes
- Date de première diffusion :
  -  29 avril 2022 sur RTS Un
  -  20 mars 2022 sur La Une
  -  7 mai 2022 sur France 3

## Distribution[2]
- Charlie Bruneau : Charlie Landowski
- François Vincentelli : Arnaud Taillard
- Nicole Calfan : Diane Taillard-d'Hauteville
- Didier Flamand : Hubert Taillard
- Chrystelle Labaude : Mireille Canovas
- Damien Jouillerot : Romain
- Maël Cordier : Nevil
- Erza Muqoli : Alice Taillard
- Nancy Tate : Lilibeth
- Flora Chereau : Mélanie
- Jean-Marie Juan : Michel
- Nader Soufi : Hicham
- Nicolas Abraham : Yves Pagès
- Sophie Garagnon : La légiste
- Céline Deest : la cancérologue
- Cécile Bertrand : la prof de yoga
- Maxime Flourac : l'employé du bar
- Karine Angeon : pompier

## Audience
- France : 4,8 millions de téléspectateurs et téléspectatrices (24,2% de part d'audience)[3]

## Tournage
Le tournage s'est déroulé du 4 au 22 octobre 2021 sur l'île de Porquerolles, au large de la Côte d'Azur.